# Phorbia asiatica
Phorbia asiatica är en tvåvingeart som beskrevs av Hsue 1981. Phorbia asiatica ingår i släktet Phorbia och familjen blomsterflugor. Inga underarter finns listade i Catalogue of Life.